# آلن استفنز
آلن استفنز (انگلیسی: Alan Stephens؛ زادهٔ ۱۳ اکتبر ۱۹۵۲) بازیکن فوتبال اهل بریتانیا است.
از باشگاه‌هایی که در آن بازی کرده‌است می‌توان به باشگاه فوتبال ولورهمپتون واندررز و باشگاه فوتبال کرو آلکساندرا اشاره کرد.